# Rwandas grundlagsomröstning 2003
En grundlagsomröstning hölls i Rwanda den 26 maj 2003. Den nya grundlag som röstades fram med 93 procent av rösterna innebar en förändring av statsskicket till presidentialism, med ett tvåkammarsystem.

## Resultat
| Val                               | Röster    | Procent |
| --------------------------------- | --------- | ------- |
| För                               | 3,132,291 | 93.42   |
| Emot                              | 220,462   | 6.58    |
| Ogiltiga och blanka röster        | 119,447   | -       |
| Totalt                            | 3,472,200 | 100     |
| Källa: African Elections Database |           |         |